# بورييا
بورييا (بالبلغارية: Буря)‏ قرية تقع إدارياً ضمن Sevlievo ‏ في بلغاريا. ويبلغ عدد سكانها 245 نسمة. تعتمد بورييا للبريد على الرمز البريدي 5475 وللاتصالات على رمز الاتصال الهاتفي المحلي 06728.